# Bernard Borderie
 (octobre 2024).
Pour les articles homonymes, voir Borderie.
Bernard Borderie est un réalisateur français né le 10 juin 1924 à Paris (France) où il est mort le 28 mai 1978.

## Biographie
Fils du producteur Raymond Borderie, il devient assistant réalisateur et tourne quelques courts-métrages.
Il connaît le succès au cours des années 1950 en mettant en scène Eddie Constantine dans le rôle d'un agent de la CIA, Lemmy Caution, et Lino Ventura dans celui du « Gorille ». Les années 1960 le voient se tourner vers les films de cape et d'épée, mettant en scène Gérard Barray dans les rôles de d'Artagnan et Pardaillan, et réalisant avec Michèle Mercier les cinq films de la série Angélique qui deviendront des classiques multi-diffusés. Sa carrière s'achève dans les années 1970 au cours desquelles il se consacre à la télévision avec des feuilletons historiques tels que Salvator et les Mohicans de Paris ou Gaston Phébus.
Il meurt d'un cancer à 53 ans. Son père lui survit de quatre ans.

## Filmographie

### Assistant réalisateur

#### Années 1940
- 1946 : Les Malheurs de Sophie de Jacqueline Audry
- 1946 : Le Visiteur de Jean Dréville
- 1948 : Les amoureux sont seuls au monde d'Henri Decoin
- 1948 : L'Armoire volante de Carlo Rim
- 1949 : Au grand balcon d'Henri Decoin

### Réalisateur

#### Années 1950
- 1950 : La Fabrication du savon, court métrage
- 1951 : Bon voyage mademoiselle, court-métrage
- 1951 : Les loups chassent la nuit
- 1953 : La Môme vert-de-gris
- 1954 : Rendez-vous avec Paris, court-métrage
- 1954 : Les femmes s'en balancent
- 1955 : Fortune carrée
- 1956 : Tahiti ou la Joie de vivre
- 1957 : Ces dames préfèrent le mambo
- 1958 : Le Gorille vous salue bien
- 1959 : Délit de fuite
- 1959 : La Valse du Gorille

#### Années 1960
- 1960 : Sergent X
- 1960 : Comment qu'elle est ?
- 1960 : Le Caïd
- 1961 : Lemmy pour les dames
- 1961 : Les Trois Mousquetaires
- 1962 : Le Chevalier de Pardaillan
- 1963 : Rocambole
- 1963 : À toi de faire... mignonne
- 1963 : Hardi ! Pardaillan
- 1964 : Angélique, marquise des anges
- 1965 : Merveilleuse Angélique
- 1965 : Angélique et le Roy
- 1966 : Brigade antigangs
- 1967 : Indomptable Angélique
- 1967 : Sept Hommes et une garce
- 1968 : Angélique et le Sultan
- 1969 : Catherine, il suffit d'un amour

#### Années 1970
- 1972 : À la guerre comme à la guerre
- 1975 : Jo Gaillard (série)
- 1975 : Salvator et les Mohicans de Paris (feuilleton)
- 1976 : Les Douze Légionnaires (feuilleton)
- 1976 : Ces beaux messieurs de Bois-Doré (mini-série)
- 1978 : Gaston Phébus (mini-série)